# Serie A3 (pallavolo)
La Serie A3, denominata per ragioni di sponsorizzazione Serie A3 Credem Banca, è dal 2019 la terza categoria del campionato italiano di pallavolo maschile.

## Storia
La nuova categoria è stata creata nel 2019 scindendo la Serie A2, che nella stagione 2018-2019 era arrivata ad avere 27 squadre iscritte in due gironi: le prime 10 squadre in classifica, insieme alle due retrocesse dalla Serie A1, sono rimaste nella nuova Serie A2, divenuta così una categoria di élite a 12 squadre e a girone unico. Le restanti 16 squadre di Serie A2 e le 8 promosse dalla Serie B sono andare a formare la nuova Serie A3, organizzata dalla Lega Pallavolo Serie A, con un totale di 21 squadre divise in due gironi, il girone Bianco da 10 squadre e il girone Blu da 11 squadre.
La stagione 2019-2020 è stata sospesa il 9 marzo 2020 per l'aggravarsi della pandemia di COVID-19 del 2020 in Italia: l'8 aprile 2020 la FIPAV ha decretato la chiusura anticipata del campionato senza assegnazione delle promozioni e delle retrocessione.